# Uomo di Tautavel

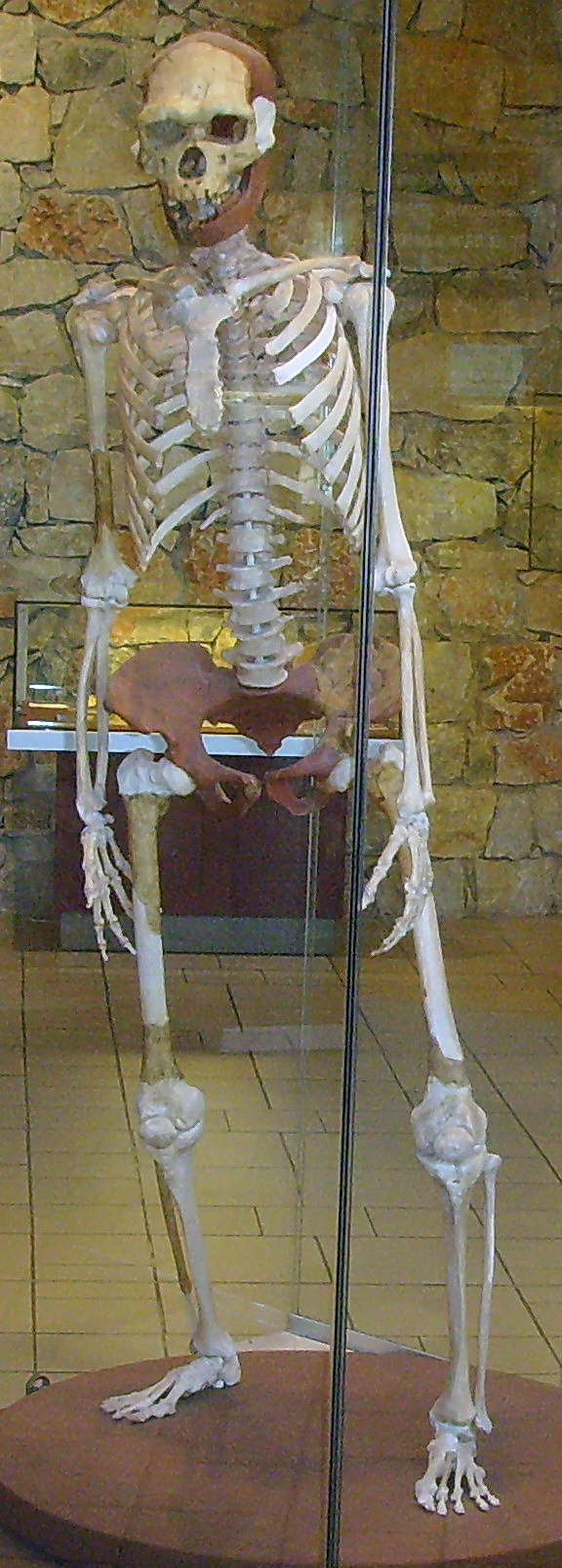
Ricostituzione dello scheletro dell'Uomo di Tautavel, Museo di Tautavel

L'Uomo di Tautavel è la designazione assegnata a un insieme di reperti fossili appartenenti al genere Homo, trovati nella caune de l'Arago (grotta dell'Arago), situata nel comune di Tautavel, nei Pirenei Orientali, in Francia.
I fossili umani scoperti vengono datati a un periodo compreso tra 570 000 e 400 000 anni fa, e sono generalmente attribuiti a Homo heidelbergensis o a una sottospecie di Homo erectus (H. erectus tautavelensis).
Il fossile del primo dente fu portato alla luce nel 1965, mentre il fossile Arago 21 fu scoperto nel 1971 dal gruppo di ricerca di Henry de Lumley e Marie-Antoinette de Lumley. Le campagne di scavo annuali continuano a trovare nuovi reperti fossili. L'industria litica associata all'uomo di Tautavel è del tipo acheuleano.

## La caune de l'Arago

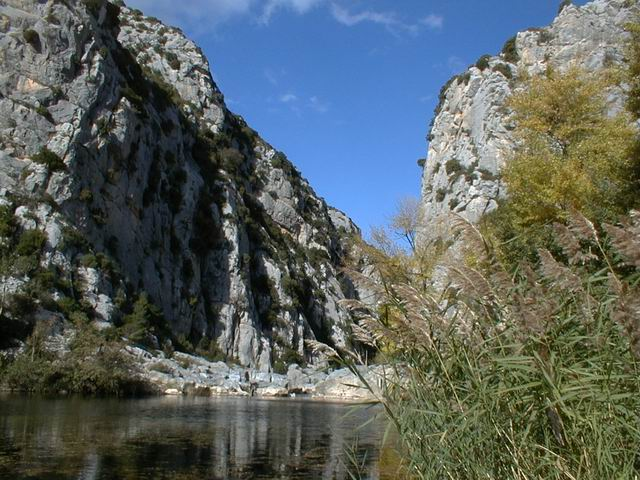
Il Verdouble alla base della caune de l'Arago; si accede alla grotta salendo attraverso un sentiero scavato nella roccia, visibile sulla destra della parete rocciosa

Il sito preistorico della caune de l'Arago, grotta dell'Arago, si trova nel comune di Tautavel, nella parte settentrionale dei Pirenei Orientali, in una vasta cavità a strapiombo su un corso d'acqua perenne, il Verdouble. 
Il sito era già conosciuto fin dalla metà del secolo XIX per i suoi resti di fauna fossile; nel 1948 Jean Abélanet ha cominciato a trovare reperti di utensili in pietra. Dal 1964 è oggetto di scavi sistematici, diretti per lungo tempo dai due paleoantropologi Marie-Antoinette e Henry de Lumley. Quest'ultimo in particolare è il presidente del "Centro europeo di ricerche preistoriche" di Tautavel.

## Attribuzione
I resti scoperti sono stati oggetto di interpretazioni tassonomiche che si sono evolute nel corso del tempo:
- Secondo il gruppo degli scopritori sarebbe stato una forma europea di Homo erectus, per la quale proposero inizialmente la designazione di Homo erectus tautavelensis.[5]
- Oggi si tende a restringere la designazione Homo erectus all'Asia, mentre la maggior parte degli autori attribuiscono i fossili alla specie Homo heidelbergensis, che è più specificamente europea.[6][7]

La paleoantropologa Amélie Vialet sottolinea tuttavia che le mandibole fossili di Tautavel sembrano più sottili della mandibola di Mauer, che è l'olotipo della specie Homo heidelbergensis. La definizione delle differenti specie fossili europee è ancora oggetto di dibattito tra gli specialisti.

## Fossili principali

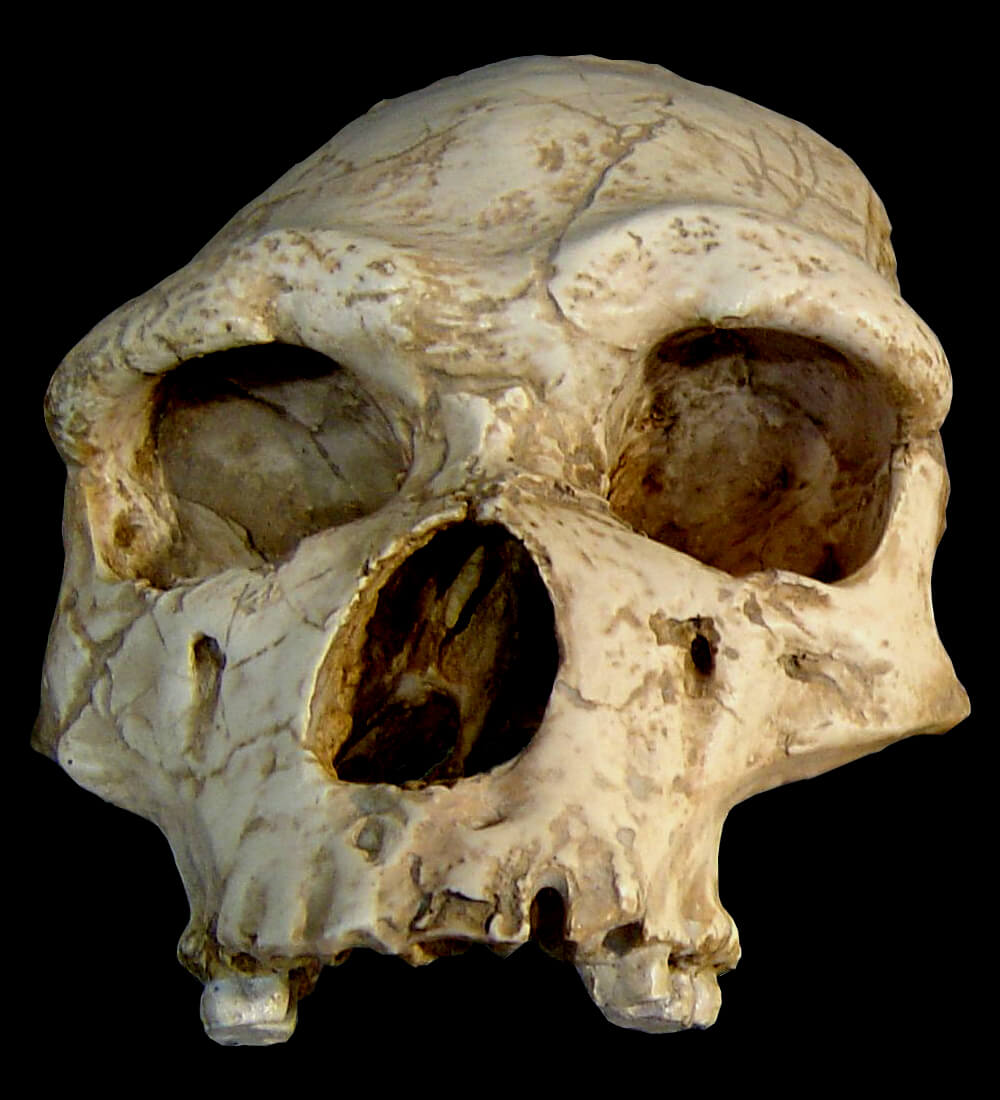
Cranio dell'Uomo di Tautavel.
Reperto Arago 21

Sono stati finora recuperati 151 frammenti fossili appartenenti all'Uomo di Tautavel. Il reperto più famoso è un cranio incompleto scoperto in varie fasi: la faccia e l'osso frontale (reperto Arago 21) sono stati scoperti il 22 luglio 1971; l'osso parietale destro (Arago 47) otto anni più tardi. Si tratta dei resti di un individuo di sesso maschile, con un'età attorno ai 20 anni, un'altezza di circa 1,65 m e un peso da 45 a 55 kg. La fronte era piatta e sfuggente, le arcate sopraccigliari prominenti (toro sopraorbitale). Le superfici delle inserzioni muscolari indicano una muscolatura ben sviluppata. La scatola cranica ha un volume di 1 150 cm³.
Tra gli altri resti scoperti, sono particolarmente significative le mandibole:
- Arago 2 (1969): una femmina di età compresa tra 40 e 50 anni;
- Arago 13 (1970): un giovane maschio di età compresa tra 20 e 25 anni;
- Arago 89 (2001): una femmina di 30 anni;
- Arago 119 (2008): datata a 450 000 anni;
- Arago 131 (2012): un individuo di età compresa tra 30 e 35 anni.[9]

Nel 2008, Henry de Lumley dichiarò che: "Si tratta di una scoperta molto importante, perché in Europa le mandibole scoperte finora sono molto poche. Solo una decina con un'età superiore a 400 000 anni sono state finora esumate."
Un incisivo inferiore scoperto nel 2014, rappresenta il 148º reperto rinvenuto.
Nel 2015, il Museo della Preistoria di Tautavel ha annunciato la scoperta di un dente di 560 000 anni fa, classificato come reperto Arago 149. Questa scoperta sposta indietro di circa 100 000 anni l'età attribuita all'Uomo di Tautavel. Il cranio Arago 21, scoperto nel 1971 e completato nel 1979, aveva attribuito a 450 000 anni fa la più antica presenza umana in Francia.

## Stile di vita
L'Uomo di Tautavel non era ancora in grado di padroneggiare il fuoco, e quindi doveva mangiare la carne cruda: resti di ossa bruciate e tracce di focolari attestanti l'utilizzo del fuoco nella caune de l'Arago, fanno la loro apparizione solamente nei depositi sedimentari a partire da 400 000 anni fa.
L'ambiente circostante ha rivelato la presenza di resti di rinoceronti, cavalli, mufloni, tar (caprinidi del genere Hemitragus), bue muschiato, bisonte, cervo, daino e renne. È abbastanza probabile che la dieta includesse anche piccoli animali. Sulle ossa sono state individuate anche tracce interpretate come possibile cannibalismo rituale. È probabile che l'Uomo di Tautavel fosse un cacciatore, ma che si nutrisse anche di carogne abbandonate dagli animali carnivori. La caccia non doveva comunque estendersi oltre un raggio di una trentina di chilometri, come testimoniato dalla tipologia delle pietre importate per la costruzione degli utensili.
L'industria litica associata all'Uomo di Tautavel è interpretata sia come Tayaziano antico, sia come Acheuleano. Sono presenti alcuni bifacciali, ma sono piuttosto rari, probabilmente anche in considerazione della difficoltà nel reperire localmente il materiale adatto, come la selce.